# Định Hưng (xã)
Định Hưng là một xã thuộc huyện Yên Định, tỉnh Thanh Hóa, Việt Nam.